# Cascata do Véu da Noiva
A Cascata do Véu da Noiva é uma queda de água (cascata) que se localiza na freguesia do Seixal (Porto Moniz), na ilha da Madeira, arquipélago da Madeira, Portugal. Trata-se do percurso final da ribeira João Delgado. É uma das mais emblemáticas cascatas da madeira e seguramente a mais fotografada. 
A melhor forma de visualizar a cascata é a partir do miradouro do véu da noiva situado nas imediações da estrada regional nº101 no troço entre as freguesias do seixal e São Vicente. 
Ao longo da escarpa ainda é possível visualizar-se o que resta do troço da Antiga estrada regional nº 101, actualmente encerrada e que ligava as duas freguesias desde 1949 até à criação da via expresso existente actualmente.
A cascata tem cerca de 90 m de altura e possuí água todo o ano. É ladeada por dois grandes penhascos e na sua origem possui um vale de difícil acesso. 
Do miradouro é possível observar-se ainda o Ilhéu das ceroulas que possui vegetação nativa semelhante à da região costeira. 
Nas imediações encontra-se a ponta do poiso.